# Wendlandia ferruginea
Wendlandia ferruginea là một loài thực vật có hoa trong họ Thiến thảo. Loài này được Pierre ex Pit. miêu tả khoa học đầu tiên năm 1922.